# بئاتریز زانراتو جوآو
بئاتریز زانراتو جوآو (انگلیسی: Beatriz Zaneratto João؛ زادهٔ ۱۷ دسامبر ۱۹۹۳) بازیکن فوتبال اهل برزیل است.
از باشگاه‌هایی که در آن بازی کرده‌است می‌توان به باشگاه فوتبال زنان سانتوس اشاره کرد.
وی همچنین در تیم‌های ملی فوتبال Brazil women's national under-17 football team, Brazil women's national under-20 football team، و زنان برزیل بازی کرده‌است.